# Милутинович, Драгутин Драгиша
Драгутин Драгиша С. Милутинович (серб. Драгутин Драгиша Милутиновић; 17 [29] ноября 1840, Белград, Княжество Сербия — 3 [16] декабря 1900, Панчево), сын Симы Милутиновича Сарайлии, был инженером, архитектором и историком искусства, профессором Grandes écoles и членом сербского учёного общества. Сотрудничал на нескольких исследовательских объектах в Сербии с архитектором Михайло Валтровичем.

## Биография
Изучал гражданское строительство в Берлине, Мюнхене и Технологическом институте Карлсруэ. Работал в Министерстве строительства Сербии. В сотрудничестве с Михайло Валтровичем записал и изучил сербские средневековые памятники 1871—1884 годов. Его проекты включают несколько типов небольших церквей, инженерные работы по перерезке[чему?] новой железной дороги Белград-Алексинац для Сербских железных дорог, а также Главной железнодорожной станции Белграда (1884). Составил городской план нового города Даниловград в Черногории; проектировал частные здания и иконостас для церкви Святого Георгия в Нови-Саде; в Долово возле Панчево и др. Был избран членом-корреспондентом Московского археологического общества (1878) и почётным членом Сербской королевской академии (1892).